# Posidó (pel·lícula)
Posidó (títol original en anglès, Poseidon) és una pel·lícula estatunidenca del 2006 dirigida pel director alemany Wolfgang Petersen. La pel·lícula està basada en la novel·la de Paul Gallico, i és un remake de la popular pel·lícula L'aventura del Posidó dirigida per Ronald Neame. És protagonitzada per Josh Lucas, Kurt Russell i Emmy Rossum. S'ha doblat i subtitulat al català.

## Argument
La pel·lícula comença amb la vista de fora del Posidó, un vaixell de luxe de primera classe. En un dels departaments principals es troba la família Ramsey: en Robert, la seva filla Jennifer i el seu xicot Christian. La Jennifer té una picabaralla amb el seu pare sobre la seva relació amb en Chris.
En una altra banda del vaixell es troba en Dylan, qui coneix l'Elena, una noia de tercera classe. Unes passes més enllà hi ha en Richard Nelson, qui intenta comunicar-se amb la seva dona.
Ja de nit, a la sala principal, es duu a terme la cerimònia de Cap d'Any on gran part dels passatgers són reunits. Com a convidada es presenta la Gloria, al segon nivell es troben en Dylan, en Robert i el seu amic Larry jugant al pòquer. La Jennifer i en Chris són a la discoteca.
En Dylan decideix anar una estona a baix a veure la festa. És quan es troba amb un nen, en Connor, i de sobte apareix la seva mare, la Maggie, que coneix en Dylan.
Quan és mitjanit, i tots estan celebrant Cap d'Any, el capità descobreix una onada gegant de més de vint metres, intenten evitar-la, però ja és massa tard. El vaixell es bolca del tot, quedant cap per avall.
Ara, els pocs supervivents hauran de buscar una manera per sortir del vaixell abans no s'enfonsi del tot.

## Repartiment
- Josh Lucas
- Kurt Russell
- Richard Dreyfuss
- Emmy Rossum
- Jacinda Barrett
- Mike Vogel
- Mía Maestro
- Jimmy Bennett
- Stacy Ferguson[3]
- Freddy Rodríguez

## Premis

### Premis Óscar
| Any  | Categoria               | Persona                                            | Resultat  |
| ---- | ----------------------- | -------------------------------------------------- | --------- |
| 2007 | Millors efectes visuals | Boyd Shermis Kim Libreri Chas Jarrett John Frazier | Candidats |

### Razzie Awards
| Any  | Categoria     | Resultat  |
| ---- | ------------- | --------- |
| 2007 | Pitjor remake | Candidata |